# میژاوا (استان اشوی‌داشکسیه)
میژاوا (به لهستانی: Mierzawa) یک منطقهٔ مسکونی در لهستان است که در گمینا ووجسواو واقع شده‌است. میژاوا ۳۰۰ نفر جمعیت دارد.